# Peccioli
Peccioli ist eine italienische Gemeinde mit 4684 Einwohnern (Stand 31. Dezember 2023) in der Provinz Pisa in der Region Toskana.

## Geografie

Lage von Peccioli in der Provinz Pisa

Die Gemeinde liegt ca. 50 km südwestlich der Regionalhauptstadt Florenz und 35 km südöstlich der Provinzhauptstadt Pisa. Der Ort liegt an der Era und in der klimatischen Einordnung italienischer Gemeinden in der Zone D, 1772 GG.
Zu den Ortsteilen zählen Cedri, Fabbrica, Ghizzano, Legoli, Libbiano, Montecchio und Montelopio.
Die Nachbargemeinden sind Capannoli, Lajatico, Montaione (FI), Palaia, Terricciola und Volterra.

## Geschichte
Der Ortsname wurde seit 793 unter Picciole, Petiole und Pecciori vermerkt und entstammt wahrscheinlich dem lateinischen Wort picea (Kiefern). Der Ortsteil Legoli wurde erstmals am 22. Januar 1139 dokumentiert. Aufgrund ihrer Lage waren die Gemeinde und ihre Ortsteile im Mittelalter mehrmals Schauplatz kriegerischer Handlungen zwischen Pisa, Lucca und Florenz und wechselten mehrmals die Republikzugehörigkeit zwischen derer der Pisaner und der fiorentinischen. Das Königreich Sardinien annektierte die Gegend 1859, und mit Sardinien wurde der Ort mit der italienischen Einigung Teil der Provinz Toskana.

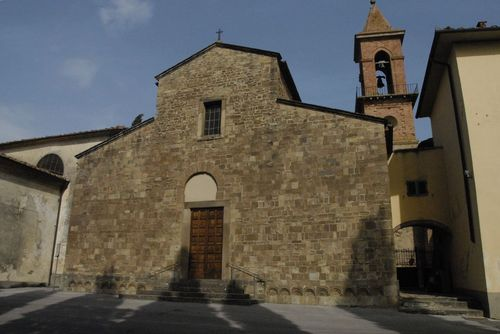
Chiesa di Santa Maria Assunta im Ortsteil Fabbrica

## Sehenswürdigkeiten
- Chiesa di Santa Maria Assunta im Ortsteil Fabbrica, bereits im 10. Jahrhundert erwähnte Kirche, enthält Werke von Benedetto Buglioni und Paolo Guidotti.

## Veranstaltungen
- Coppa Sabatini, jährlich im Oktober stattfindendes Radrennen.

## Auszeichnungen
- Der Ort ist Träger der Bandiera Arancione des TCI.

## Gemeindepartnerschaften
- Ellhofen, Deutschland, seit 1988

## Söhne und Töchter der Stadt
- Ovidio Lari (1919–2007), Bischof